# Clemmus abbreviatus
Clemmus abbreviatus es una especie de coleóptero de la familia Endomychidae.

## Distribución geográfica
Habita en Japón.